# Juan Domingo Argüelles
Juan Domingo Argüelles (Chetumal, Estado de Quintana Roo, México 1958), poeta, ensayista, crítico literario, escritor y editor mexicano.

## Biografía
Estudió lengua y literatura hispánicas en la facultad de Filosofía y Letras en la UNAM. Ha sido coordinador de publicaciones periódicas de la Dirección General de Publicaciones de CONACULTA, y subdirector de la revista Tierra Adentro. Es columnista de temas culturales en los diarios El Financiero, El Universal y La Jornada. Colabora habitualmente en las revistas Libros de México, Quehacer Editorial y El Bibliotecario, revista de la Dirección general de CONACULTA.

## Poesía
- Yo no creo en la muerte (Práctica de vuelo -1982).
- Poemas de invierno (UNAM, 1983).
- Merecimiento del alba (Juegos Florales Nacionales de Ciudad del Carmen, Campeche, 1987).
- Como el mar que regresa (Universidad Veracruzana, 1990).
- Canciones de la luz y la tiniebla (UNAM, 1991).
- Cruz y ficciones (La Tinta del Alcatraz, 1992)
- Agua bajo los puentes (CNCA, 1993).
- A la salud de los enfermos (Joaquín Mortiz-INBA, 1995).
- Animales sin fábula (UNAM, 1996).
- Piedra maestra (Ediciones Arlequín, 1996).
- La última balada de François Villon (UNAM, 1998).
- Todas las aguas del relámpago. Poesía reunida, 1982-2002 (UNAM, 2004).
- Pero no odas (Ediciones del Ermitaño (enlace roto disponible en Internet Archive; véase el historial, la primera versión y la última)., 2011).

## Ensayos dedicados al libro y la lectura
- ¿Qué leen los que no leen? El poder inmaterial de la lectura, la tradición literaria y el hábito de leer (Paidós, 2003. ISBN 968-853-522-2). Una edición revisada apareció en 2014. La edición que el autor considera definitiva, corregida y aumentada, es de 2017 (Océano).
- Leer es un camino (Paidós, 2004. ISBN 968-853-582-6). Una versión corregida y aumentada apareció en 2014 bajo el título Leer bajo su propio riesgo. Mitos y realidades del hábito de leer (Ediciones B).
- Historias de lecturas y lectores (Paidós, 2005. ISBN 968-853-608-3). La edición que el autor considera definitiva, corregida y aumentada, se publicó en 2014 (Océano).
- Ustedes que leen. Controversias y mandatos sobre el libro y la lectura (Océano, 2006. ISBN 970-7772-31-1).
- Antimanual para lectores y promotores del libro y la lectura (Océano, 2008. ISBN 970-7772-31-8).
- Del libro, con el libro, por el libro... pero más allá del libro (Ediciones del Ermitaño, 2008 ISBN 978-607-7640-05-9).
- Si quieres... lee. Contra la obligación de leer y otras utopías lectoras (Fórcola, Madrid, 2009. ISBN 978-84-936321-1-3).
- La letra muerta. Tres diálogos virtuales sobre la realidad de leer (Océano, 2010. ISBN 978-607400275-1).
- Estado educación y lectura. Tres tristes tópicos y una utilidad inútil (Ediciones del Ermitaño, 2011. ISBN 978-607-7640-51-6).
- Escribir y leer con los niños, los adolescentes y los jóvenes. Breve antimanual para padres, maestros y demás adultos (Océano, 2011. ISBN 978-607-400-425-0).
- Estás leyendo... ¿y no lees? (Ediciones B, 2012. ISBN 978-607-480189-7).
- La lectura. Elogio del libro y alabanza del placer de leer (Fondo Editorial Estado de México, 2012. ISBN 978-607-495-206-3).

## Otros ensayos
- Escribir cansa. Brevísimo diccionario del hastío cultural (Gobierno del Estado de Jalisco, 1996).
- Diálogo con la poesía de Efraín Bartolomé (Instituto Mexiquense de Cultura, 1997).
- Escritura y melancolía. Un viaje a la depresión (Fórcola, Madrid, 2010. ISBN 978-84-15174-02-8).

## Antologías
- Quintana Roo. Una literatura sin pasado. Cuento y poesía (1977-1990) (CNCA, 1990)
- Dos siglos de poesía mexicana. Del siglo XIX al fin del milenio (Océano, 2001. ISBN 970-6514-88-2)
- Antología general de la poesía mexicana. De la época prehispánica hasta nuestros días (Océano, 2012)
- Antología general de la poesía mexicana. Poesía del México actual. De la segunda mitad del siglo XX a nuestros días (Océano, 2014).
- Antología esencial de la poesía mexicana (Océano, 2017)

## Premios
- Premio Nacional de Poesía Efraín Huerta (1987).
- Premio de Ensayo Ramón López Velarde (1988).
- Premio Nacional de Literatura Gilberto Owen (1992).
- Premio Nacional de Poesía Aguascalientes (1995).